# 黄腹鹪莺
黄腹鹪莺又名黃腹鷦鶯，为扇尾鶯科鹪莺属的鸟类。该物种的模式产地在不丹。。鷦鶯屬的鳥類在臺灣俗稱望冬䳂仔、望冬仔；而望冬䳂仔也用來形容小朋友如鷦鶯般活潑好動。

## 亚种
- 黄腹鹪莺云南亚种（学名：Prinia flaviventris delacouri）。在中国大陆，分布于云南等地。该物种的模式产地在泰国。[5]
- 黄腹鹪莺华南亚种（学名：Prinia flaviventris sonitans）。在中国大陆，分布于贵州、广西、广东、海南、福建等地。该物种的模式产地在福建。[6]

## 圖庫

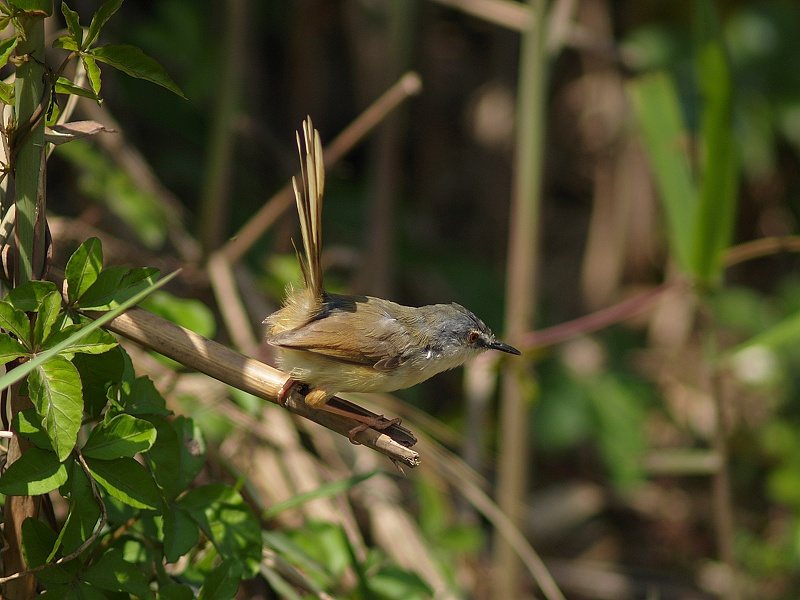
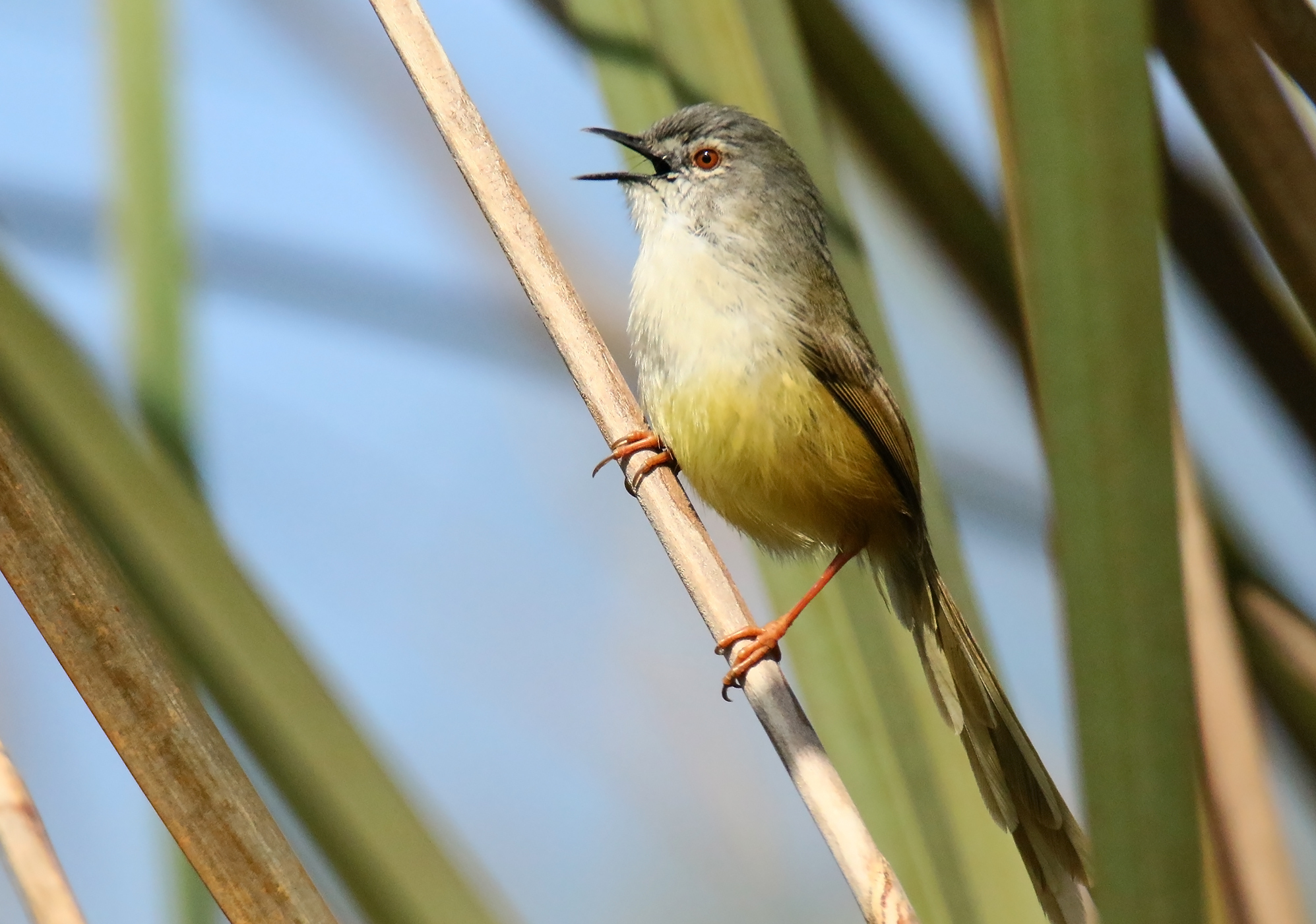
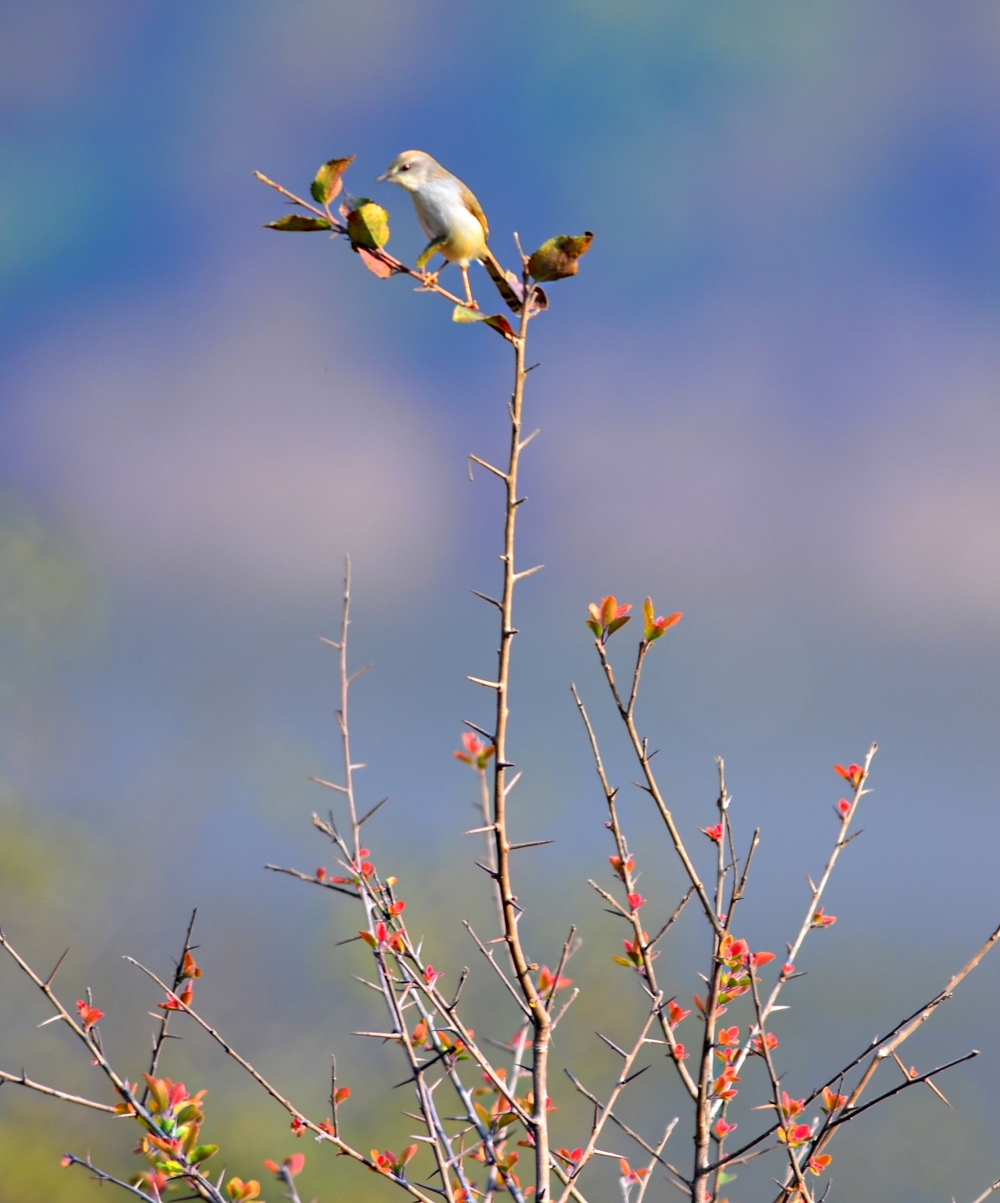
莫哈里, 旁遮普
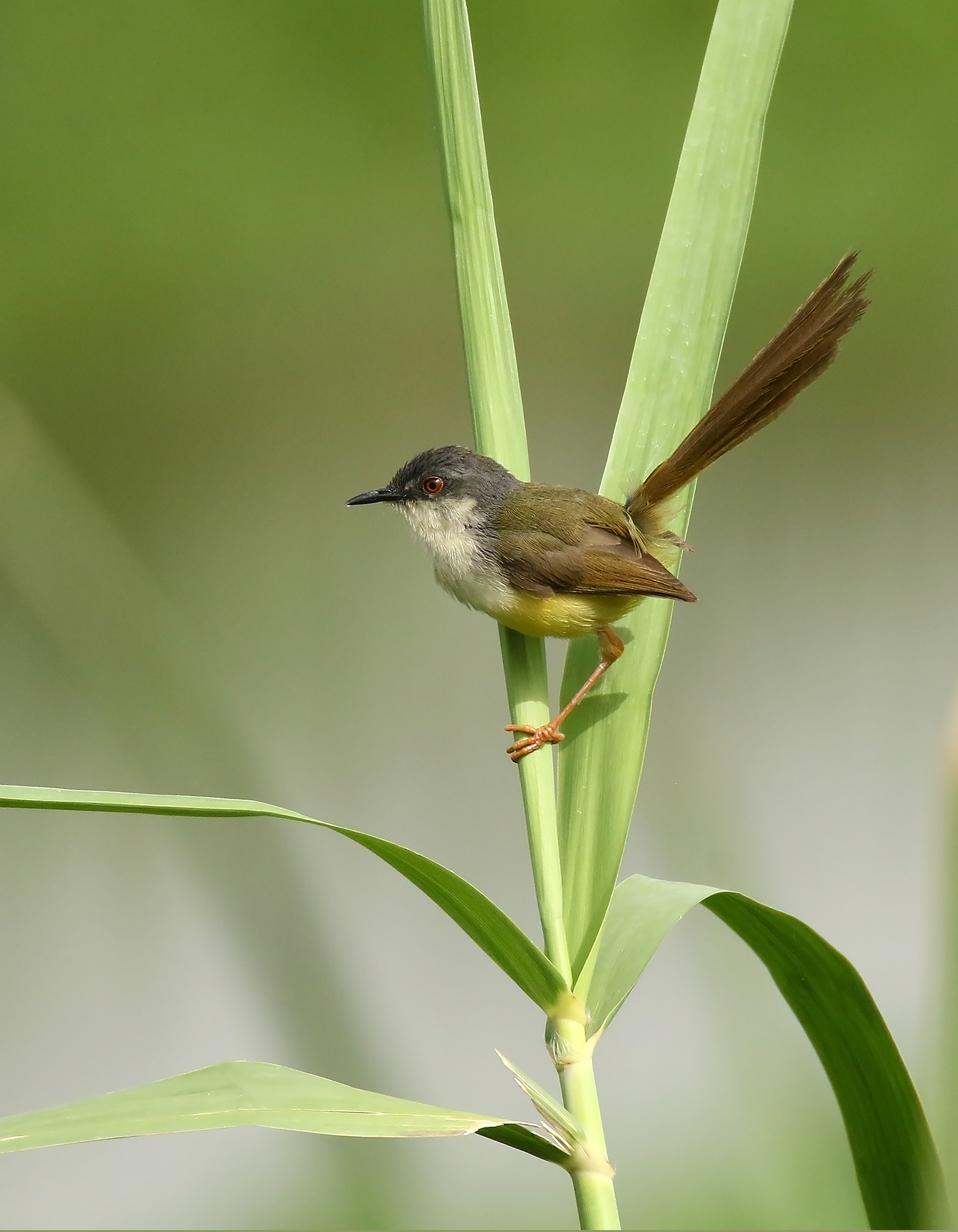
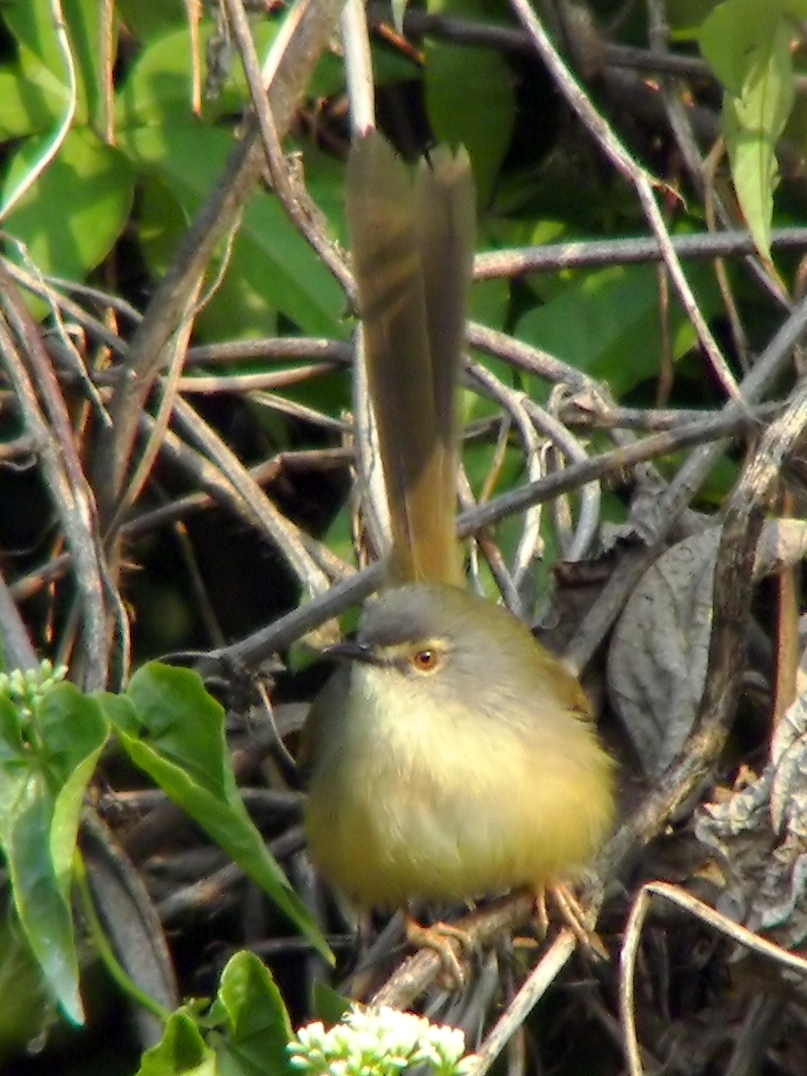

## 外部連結
- 黃腹山鷦鶯/灰頭鷦鶯(Prinia flaviventris)鳴聲(1)（页面存档备份，存于）香港觀鳥會鳥鳴集
- 黃腹山鷦鶯/灰頭鷦鶯(Prinia flaviventris)鳴聲(2)（页面存档备份，存于）香港觀鳥會鳥鳴集
- 黃腹山鷦鶯/灰頭鷦鶯(Prinia flaviventris)鳴聲(3)（页面存档备份，存于）香港觀鳥會鳥鳴集